# Parque nacional de Nordenskiöld Land
El Parque Nacional Nordenskiöld Land ( en noruego: Nordenskiöld Land nasjonalpark  ) fue un parque nacional en la isla de Spitsbergen en el archipiélago de Svalbard, Noruega. Inaugurado en 2003, el parque se eliminó en 2021 y se reemplazó por el Parque nacional de Van Mijenfjorden, significativamente más grande, que incluye el antiguo parque nacional.
El parque cubría la parte sur de Nordenskiöld Land, en la costa norte de Van Mijenfjorden. El parque incluía Reindalen, que es el valle sin hielo más grande de Svalbard y presenta características de morrenas, glaciares de roca, pingos y avalanchas. El valle tiene una vegetación exuberante y la parte baja es un humedal. El área es importante para renos, zorros árticos, aves zancudas, gansos y patos.